# Edith Hahn Beer
Edith Hahn Beer (Wenen,  24 januari 1914 – Londen, 17 maart 2009) was een Oostenrijkse jodin die de Holocaust overleefde door een andere identiteit aan te nemen en te trouwen met een lid van de nazi-partij, de NSDAP.

## Jeugd en studie
Edith Hahn werd geboren in een geassimileerd joods gezin van drie kinderen. Haar ouders, Clotilde en Leopold Hahn, bezaten een restaurant in Wenen, waar de familie graag vertoefde. Het was geen "koosjer" restaurant, omdat haar ouders niet orthodox waren, en zelden naar de synagoge gingen. Edith ontwikkelde zich als een gelukkig en intelligent kind. Ze was leergierig en leerde zo goed dat haar schoolleraar haar vader overhaalde om haar naar het hoger onderwijs te sturen, iets dat in die tijd voor meisjes ongebruikelijk was.
Tijdens haar schooltijd werd Edith verliefd op Joseph 'Pepi' Rosenfeld, de zoon van een joodse vader en een katholieke moeder. Ze vonden elkaar in dezelfde intellectuele interesses. Met hem sprak ze over politiek, filosofie, over socialisme, en het verbeteren van de wereld. Twee derde van de bevolking in Wenen was destijds socialistisch. Ook Edith voelde zich aangetrokken tot het socialisme. Er werd in Oostenrijk nog niet veel over Hitler gesproken, omdat het opkomende nazisme in Duitsland ver van hun bed leek. Edith beschouwde Hitler niet als een 'denker', maar als een bombastisch spreker.
Hoewel Edith voornamelijk geïnteresseerd was in filosofie, schreef ze zich in 1933 in aan de Universiteit van Wenen voor een rechtenstudie. Ze wilde advocaat of rechter worden, en voelde ambities om zich in te zetten voor rechtvaardigheid.

## Anschluss
Tijdens haar studie werd Oostenrijk in 1938 ingelijfd bij Duitsland (de Anschluss), en werd het Edith onmogelijk gemaakt haar studie af te maken. Vlak voor haar laatste examen, waarna ze haar doctoraaldiploma in ontvangst zou nemen, kreeg ze te horen dat ze als jodin niet meer welkom was en haar diploma kon vergeten.
In Oostenrijk ontwikkelde de Jodenhaat zich nog sneller en grimmiger dan in Duitsland en Edith wilde net als vele andere joden snel uit het land weg. Haar geliefde Pepi wilde dit echter niet, omdat zijn moeder had gedreigd met zelfmoord als hij dat zou doen. Edith voelde zich daardoor gedwongen te blijven omdat ze Pepi niet wilde verlaten.
Haar twee zussen vertrokken nog net op tijd, op de avond van de Kristallnacht, naar Palestina. De niet-joodse moeder van Pepi had intussen besloten haar zoon bij de joden (en dus ook bij Edith) weg te halen. Nog diezelfde Kristallnacht moest Edith daarom afscheid nemen van  Pepi.

## Dwangarbeid
Edith en haar moeder werden door de Gestapo gedwongen te verhuizen naar het Weense getto, waar ze leefden in één kamer met 5 anderen, in een 1-persoonsappartement. De nazi's gingen over tot nauwkeurige registratie van alle joden, en in het voorjaar van 1941 moesten Edith en haar moeder zich melden bij het registratiebureau in Wenen. Maar terwijl ze in de rij stonden, werden ze eruit geplukt door de Gestapo om op transport te worden gezet naar Noord-Duitsland (Osterburg) voor dwangarbeid op het land. Edith pleitte voor haar moeder, om haar vanwege haar hoge leeftijd te sparen, hetgeen lukte. Maar Edith zelf ontkwam niet aan het transport. Hierna zouden moeder en dochter elkaar nooit meer zien.
Pas na 13 maanden zou Edith terugkeren in Wenen, in juni 1942. Het was de bedoeling dat ze haar moeder zou weerzien, maar deze bleek twee weken daarvoor te zijn gedeporteerd naar Polen. Omdat Edith haar Jodenster van haar kleding had gerukt en wilde onderduiken, keerde Pepi, die nog altijd in Wenen woonde, zich uit angst van haar af. Na zes weken te hebben geschuild in stadsparken, meldde Edith zich ten einde raad bij een nazi-vrouw van wie ze in Osterburg gehoord had dat die een jodin had geholpen. Deze vrouw was Maria Niederall, een lid van de NSDAP. Zij gaf Edith het adres van een man aan wie ze de volledige waarheid moest vertellen. Tot Ediths schrik bleek dit een SS'er te zijn, maar hij toonde zich inderdaad behulpzaam. Hij adviseerde Edith een paspoorttruc toe te passen, en gaf nauwkeurige aanwijzingen hoe dit moest worden uitgevoerd. Met hulp van haar christelijke vriendin Christl Margarethe Denner lukte dit. Hierna ging Edith door het leven als 'Margarethe (Grete) Denner'.

## München en huwelijk
Met haar vervalste 'Arische' paspoort reisde Edith in augustus 1942 naar München. Daar ging ze voor het Rode Kruis werken. Vlak daarna ontmoette ze in een kunstgalerie Werner Vetter, een kunstschilder die uit broodnood vliegtuigen voor de Luftwaffe beschilderde en lid was van de NSDAP. Werner werd verliefd op Grete (Edith) en vroeg haar ten huwelijk. Omdat Edith besefte dat de ontdekking van haar ware identiteit na een huwelijk met een NSDAP-lid haar in diepe problemen kon brengen, besloot ze hem de waarheid omtrent haar joods-zijn en haar valse papieren te vertellen. Tot haar verrassing vond Werner dit geen probleem. Hij beloofde haar joodse identiteit geheim te houden, een belofte die hij nooit geschonden heeft.
Begin 1943 trok ze bij hem in, in zijn appartement in Brandenburg an der Havel. Toen Edith op de kinderafdeling van het plaatselijke ziekenhuis werd geplaatst, ontstond bij haar de wens een kind te krijgen. Werner ging onder sputteren akkoord, op voorwaarde dat ze zouden trouwen. En zo geschiedde op 16 oktober 1943.
Op 9 april 1944 werd hun dochter Maria Angelika Vetter geboren. Zij is vermoedelijk het enige joodse kind dat in een nazi-ziekenhuis ter wereld kwam.
Op 1 september 1944 werd Werner opgeroepen voor het leger om te vechten aan het Oostfront. Zijn superieur zag kwaliteiten in Werner, en maakte hem tot officier. En zo werd de eens door nazi's opgejaagde jodin Edith Hahn de vrouw van een nazi-officier. In maart 1945 werd Werner door de Russen gevangengenomen toen zijn legereenheid werd aangevallen, waarna hij naar een gevangenkamp in Siberië werd gestuurd.

## Na de oorlog
Hoewel ook het appartement van Werner en Edith in Brandenburg door de geallieerde bombardementen op Duitsland was verwoest, vond ze wonderwel in de rokende puinhopen haar originele paspoort en universiteitspapieren terug, die ze daar in een koffer had verstopt. Ze hernam daarop haar oorspronkelijke identiteit, en heette voortaan "Edith Vetter geb. Hahn".
Op zoek naar nieuws over haar moeder, toog ze naar een doorgangskamp in Berlijn voor overlevende Joden. Daar werd ze door mede-Joden echter begroet met haat, omdat ze de oorlog ongeschonden had doorstaan en er zo gezond uitzag.
De communisten boden haar een baan aan als rechter in Brandenburg, die ze met beide handen aannam.
Twee jaar na de oorlog keerde Werner Vetter tegen alle verwachting in levend terug. Edith wilde de relatie met hem voortzetten, en zelfs een nieuw kind van hem, omdat ze van hem hield en hij haar al die tijd bescherming had geboden. Werner was echter niet opgewassen tegen de verandering die zijn 'Grete' had ondergaan. Van een dienstbare huisvrouw was Edith veranderd in een zelfbewuste vrouw die een baan als rechter had, en niet altijd voor hem klaar kon staan. Dit gaf zoveel wrijving dat Werner een scheiding aanvroeg. Hij stierf in 2002 in Duitsland.
Na haar scheiding met Werner Vetter kon Edith zich steeds minder vinden in het strenge communistische beleid in (Oost)Duitsland, en vertrok ze naar Londen waar haar zus woonde.

## Later leven
In 1957 hertrouwde Edith met Fred Beer, een in Londen woonachtige Weense jood, die net als zij de Holocaust had overleefd. Na zijn dood, emigreerde Edith naar Israël. In haar laatste levensfase keerde zij toch weer terug naar Londen, waar ze haar laatste jaren sleet in een verpleeghuis. In 1999 verscheen haar Engelstalige autobiografie, die het jaar daarop in het Duits werd uitgegeven onder de titel Ich ging durchs Feuer und brannte nicht, en in het Nederlands onder de titel De joodse bruid. In 2002 werd haar boek tot een documentaire verfilmd, onder regie van Liz Garbus.